# Leopold von Hohenzollern

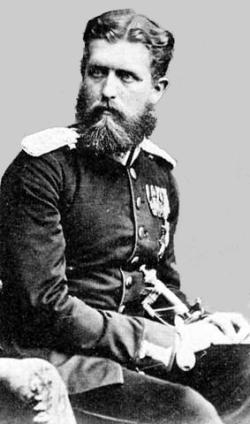
Leopold von Hohenzollern

Leopold Stefan Karl Anton Gustav Eduard Tassilo von Hohenzollern (* 22. September 1835 in Krauchenwies bei Sigmaringen; † 8. Juni 1905 in Berlin) war ein deutscher Adliger, preußischer Offizier und von 1885 bis zu seinem Tode Fürst von Hohenzollern. 
Er galt als „Schachfigur der großen Politik“: Im Jahr 1870 drängte Bismarck ihn dazu, sich als Anwärter für die damalige spanische Thronfolge zur Verfügung zu stellen. Schon bald trat Leopold von seiner Kandidatur wieder zurück, da Frankreich mit Krieg drohte. Dennoch wurde daraus der Anlass für den Deutsch-Französischen Krieg.

## Leben
Leopold war der älteste Sohn des Fürsten Karl Anton von Hohenzollern (1811–1885) aus dessen Ehe mit Josephine von Baden (1813–1900), Tochter des Großherzogs Karl von Baden (1786–1818). Sein jüngerer Bruder wurde 1881 als Carol I. König von Rumänien. Leopold nahm als preußischer Offizier am Deutschen Krieg teil.

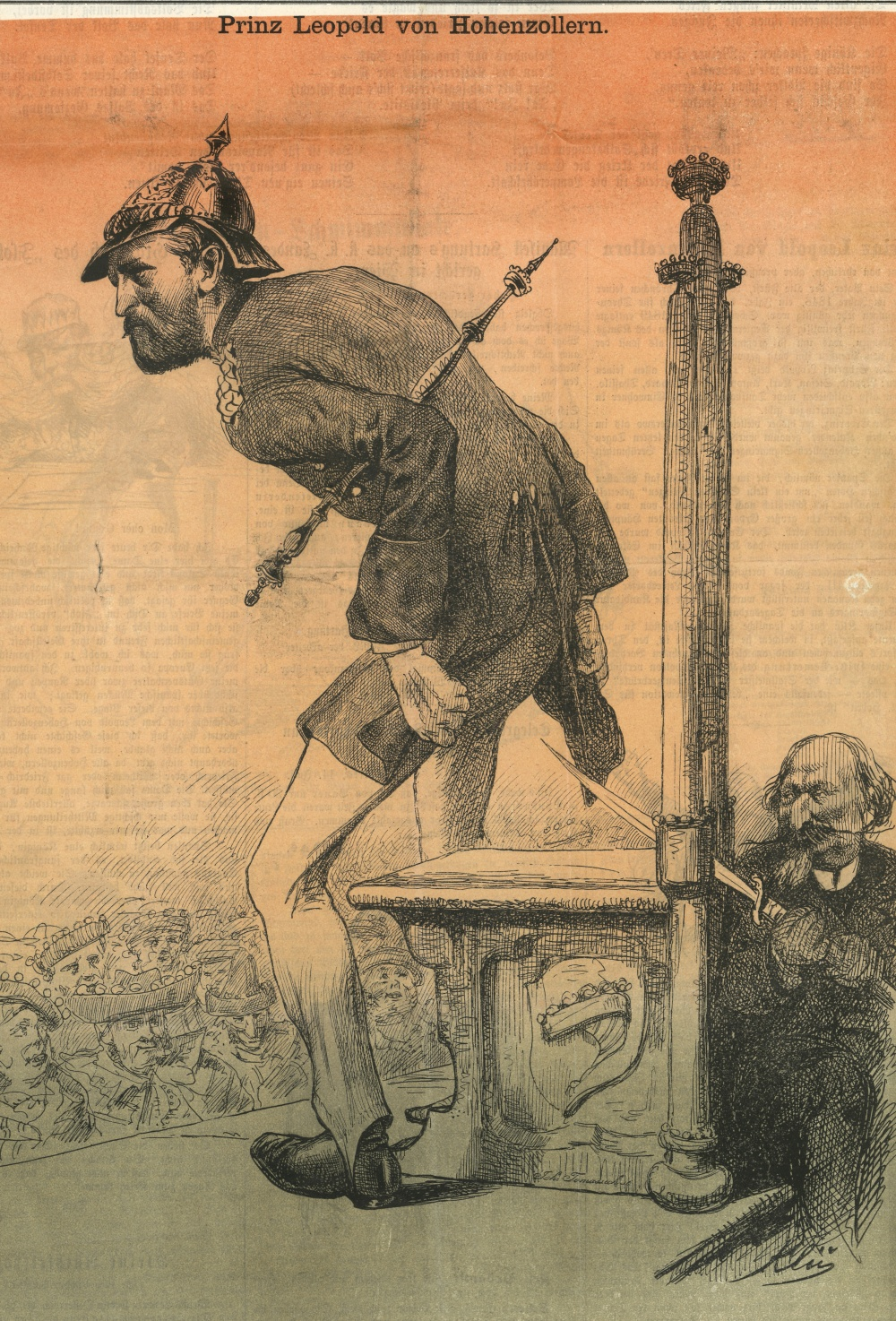
Spanische Thronkandidatur Erbprinz Leopolds, Karikatur von Karl Klietsch, Satirezeitung „Der Floh“ vom 19. Juli 1870

Leopold heiratete am 12. September 1861 in Lissabon Antonia Maria von Portugal (1845–1913), Tochter des portugiesischen Königspaares Maria II. da Gloria und Ferdinand II. 1868 hatten Militärs in der Revolution in Spanien Königin Isabella II. abgesetzt. Seitdem suchten die Spanier in den europäischen Fürstenhäusern nach einem Anwärter, den das Parlament zum König wählen könnte, jedoch schien trotz aller Bemühungen der interimistischen Regierung der Thron unbesetzt bleiben zu wollen. Der portugiesische Titularkönig Ferdinand II., der selbst ablehnte, verwies auf seinen Schwiegersohn. Am 11. Juni 1870 erklärte der spanische Ministerpräsident Juan Prim, dass er, nachdem eine große Zahl von Kandidaten für nicht geeignet erachtet worden sei, einen solchen Vorschlag habe, mit dessen Berufung alle einverstanden sein würden. Dieser Kandidat war Leopold von Hohenzollern. Zunächst lehnte Leopold ab, doch ersuchte die spanische Regierung Preußen entsprechend auf Leopold einzuwirken. Dieses Angebot wurde nun vom preußischen Ministerpräsidenten Otto von Bismarck unterstützt, der es vorher als Familienangelegenheit abgetan hatte. Vom französischen Kaiser Napoléon III. wurde die Kandidatur Leopolds jedoch strikt abgelehnt, da der Name Hohenzollern zu sehr auf die familiäre Verbindung mit Preußen hinwies. 
Allerdings besaß Leopold auch französische Wurzeln: Über seine Großmutter mütterlicherseits, Stéphanie de Beauharnais, einer Adoptivtochter Napoleons I., war er indirekt enger mit den Bonapartes verwandt als mit den preußischen Hohenzollern. Seine Großmutter väterlicherseits war die französische Prinzessin Antoinette Murat, eine Nichte Joachim Murats, der Marschall und Schwager Napoleons I. war. Dennoch schrieb Leopold an König Wilhelm I.: „Ich bin bis in die innerste Faser meines Herzens Preuße und Deutscher.“ Nach der Annahme des Angebots durch Leopold am 2. Juli 1870 erklärte kurz darauf Leopolds Vater, Fürst Karl Anton, für seinen Sohn dessen Verzicht auf den spanischen Thron. Dennoch kam es, insbesondere durch die in deutschen Landen nicht akzeptierte Forderung der französischen Regierung, Deutsche sollten auf immer auf eine Thronkandidatur in Spanien verzichten, zum Deutsch-Französischen Krieg. Am 18. Januar 1871 nahm er an der Kaiserproklamation in Versailles teil.
Im Jahr 1885 folgte Leopold seinem Vater als Fürst von Hohenzollern. Er machte sich nach dem Brand des Schlosses Sigmaringen 1893 um dessen Wiederaufbau verdient.

## Ehe und Nachkommen
Mit Antonia Maria hatte er folgende Kinder:
- Wilhelm (1864–1927), Fürst von Hohenzollern

⚭ 1. 1889 Prinzessin Maria Theresia von Neapel und beider Sizilien (1867–1909)
⚭ 2. 1915 Prinzessin Adelgunde von Bayern (1870–1958)
- Ferdinand I. (1865–1927), König von Rumänien

⚭ 1893 Prinzessin Marie von Großbritannien (1875–1938)
- Karl Anton (1868–1919)

⚭ 1894 Prinzessin Josephine von Belgien (1872–1958)